# Comuna Didîci, Kiverți
Didîci (în ucraineană Дідичі) este o comună în raionul Kiverți, regiunea Volînia, Ucraina, formată din satele Didîci (reședința), Horeanivka, Hromeakiv și Zalisoce.

## Demografie
Componența lingvistică a satului Didîci
     Ucraineană (99,17%)
     Alte limbi (0,75%)
Conform recensământului din 2001, majoritatea populației satului Didîci era vorbitoare de ucraineană (99,17%), existând în minoritate și vorbitori de alte limbi.